# ماورو دينيز
ماورو دينيز (بالبرتغالية: Mauro Diniz‏) هو مغني برازيلي، ولد في 1952 في ريو دي جانيرو في البرازيل.